# Chronik des Bürgerkriegs in Syrien 2017

Übersichtskarte des Bürgerkriegs in Syrien (Stand 21. Mai 2020)

Die Chronik des Bürgerkriegs in Syrien 2017 erfasst die Ereignisse des Bürgerkriegs in Syrien im Jahr 2017.

## Januar
Am 2. Januar setzten sich die Kämpfe in der Barada-Region nördlich der Hauptstadt Damaskus fort. Die Regierungstruppen und ihre Verbündeten griffen nach eigenen Angaben Kämpfer der sunnitischen Terrorgruppe Dschabhat Fatah asch-Scham an, die vom Waffenstillstand ausgenommen sind. Etwa 1200 Menschen seien nach Regierungsangaben seit dem 30. Dezember vor den Kämpfen zu den Regierungstruppen geflohen.
Am 6. Januar gaben russische Stellen bekannt, den Flugzeugträger Admiral Kusnezow abzuziehen. Am 25. Januar befand er sich vor Großbritannien.
Am 7. Januar tötete die Explosion einer Autobombe auf einem Markt im von Aufständischen gehaltenen Aʿzāz mindestens 43 Menschen. Nach Angaben der Oppositions-nahen Syrischen Beobachtungsstelle für Menschenrechte sei für den Anschlag ein LKW oder Tanklastwagen benutzt worden. Zunächst hatte sich noch keine Gruppe zu dem Anschlag bekannt.
In der Nacht vom 12. auf den 13. Januar schlugen acht Raketen auf einem Militärflugplatz bei Damaskus ein. Die syrische Regierung rechnete den Angriff Israel zu und beschwerte sich bei den Vereinten Nationen.
Am 15. Januar eröffneten IS-Kämpfer eine erneute Offensive gegen das von ihnen eingeschlossene Deir ez-Zor. 12 Regierungssoldaten und 20 IS-Kämpfer seien nach Angaben der Oppositions-nahen Syrischen Beobachtungsstelle für Menschenrechte (SOHR) getötet worden. Regierungstruppen griffen ihrerseits Rebellen bei Ein al-Fidscha im Wadi Barada, nördlich von Damaskus (Distrikt Qudsaya) an, um die für die Wasserversorgung der Hauptstadt wichtigen Anlagen zu erobern. Ein weiterer Angriff durch regierungstreue Truppen begann nahe Palmyra.
Die Türkei und Russland flogen am 18. Januar 2017 erstmals gemeinsam Luftangriffe. Nach russischen Angaben waren 36 Ziele des IS in al-Bab gemeinsam durch 9 russische und 7 türkische Kampfflugzeuge bombardiert worden.
Am 28. Januar erlangten die syrischen Regierungstruppen die Kontrolle über die Pumpstation im Wadi Barada von der salafistischen Dschabhat Fatah asch-Scham (vormals al-Nusra-Front) zurück.

## Februar
Am 2. Februar griffen Kämpfer des IS Stellungen der syrischen Armee bei as-Sin östlich von ad-Dumair an. Nach SOHR-Angaben starben 14 syrische Soldaten und der IS nahm einige Stellungen der Armee ein. Gleichzeitig gab die syrische Armee bekannt, dass sie östlich von Aleppo weiter gegen den IS vorrücke und bereits mehrere Dörfer besetzt habe. Syrische Regierungstruppen seien demnach in die Nähe von al-Bab vorgedrungen, wo sich der IS bereits im Kampf mit türkischen Truppen und deren verbündeten Aufständischen befindet, die von Norden her angriffen.
Am 3. und 4. Februar flogen US-Streitkräfte zwei Luftangriffe gegen Ziele bei Idlib. Zehn Kämpfer der Al-Qaida seien nach amerikanischen Angaben beim ersten Angriff getötet worden, der ebenfalls der Al-Qaida angehörige Ägypter Abu Hani al-Masri starb am 4. Februar als Folge eines Drohnenangriffs.
Am 5. Februar wechselte das Dorf Bazaʿa bei al-Bab zweimal den Besitzer, nachdem zunächst türkische Truppen die IS-Kämpfer vertrieben hatten und anschließend ein Gegenangriff des IS die türkischen Kämpfer vertrieb.
Am 6. Februar schlossen vorrückende syrische Regierungstruppen nach Regierungsangaben den Ring um das vom IS besetzte al-Bab, indem sie eine nahegelegene Erhebung besetzten und damit al-Bab vom Rest des IS-Gebietes abschnitten.
Am 9. Februar kamen 3 türkische Soldaten bei einem russischen Luftangriff auf ein Gebäude bei al-Bab ums Leben, 11 weitere wurden nach türkischen Angaben verwundet. Russland entschuldigte sich und bezeichnete den Zwischenfall als Unfall.
Am 13. Februar berichteten SOHR-Aktivisten von Kämpfen zwischen zwei verschiedenen Fraktionen islamistischer Rebellenkämpfer in den Gebieten der Provinz Idlib. Kämpfer der al-Nusra-Front (auch bekannt als Dschabhat Fatah asch-Scham oder Tahrir asch-Scham) und der Gruppierung Jund al-Aqsa hätten demnach Kämpfe um die Kontrolle über mehrere Ortschaften begonnen. Dutzende Islamisten seien bereits getötet worden.
Am 12. Februar hatten Aufständische in Daraa nahe der jordanischen Grenze eine Offensive gegen Regierungstruppen gestartet. Der Angriff auf die Regierungstruppen wurde von der Sprengung einer vorbereiteten Minenkammer und von mehreren Autobomben begleitet. Regierungstruppen flogen verstärkt Luftangriffe in der Region. Hilfsorganisationen zählten bis zum 16. Februar 25 Tote und tausende Vertriebene, die vor den Kämpfen ins Umland flohen.
Am 23. Februar gaben türkische Behörden die Einnahme des Stadtzentrums von al-Bab durch mit der Türkei verbündete Rebellen im Rahmen der türkischen Militäroffensive bekannt. 85 bis 90 Prozent des Ortes seien unter Kontrolle. SOHR-Aktivisten gaben bekannt, dass bei Chan Scheikun in der Provinz Idlib zwei Massengräber mit rund 130 Leichen entdeckt wurden. Die Menschen wurden offenbar bei fraktionsinternen Kämpfen zwischen den Terrorgruppen Tahrir asch-Scham (al-Nusra-Front) und Dschund al-Aqsa in den letzten Wochen ermordet.
Am 24. Februar tötete ein IS-Selbstmordattentäter mit einer Autobombe etwa 60 Menschen, die sich nahe al-Bab an einem Kontrollpunkt versammelt hatten. Der überwiegende Teil der Opfer waren Zivilisten, die auf eine Erlaubnis zur Rückkehr in die Stadt warteten.
Am 25. Februar griffen Selbstmordattentäter der Gruppe Tahrir asch-Sham (al-Nusra-Front) in Homs zwei Ziele in der Stadt an. Mindestens 42 Angehörige des Sicherheitspersonals, darunter der syrische Brigadegeneral Hasan Da'bul, wurden nach SOHR-Angaben getötet. Der letzte von Rebellen gehaltene Stadtteil in Homs, al-Wa'ir, wurde zum Ziel verstärkter Luftangriffe.
Am 27. Februar meldeten islamistische Kämpfer, dass der ägyptische Al-Qaida Kommandeur Abu Khayr al-Masri durch einen Drohnenangriff getötet wurde. Sein Fahrzeug sei in der Provinz Idlib von einer US-amerikanischen Drohne angegriffen worden.

## März
Am 1. März sollen nach US-Angaben syrische oder russische Flugzeuge versehentlich vorrückende SDF-Rebellen in der Region bei al-Bab, in der sowohl türkische Truppen und deren Verbündete, syrische Truppen, die SDF und IS-Kämpfer in unmittelbarer Nähe in Stellung sind, bombardiert haben. Russland bestritt dies; weder russische noch syrische Flugzeuge seien beteiligt gewesen. Syrische Truppen und verbündete Milizen drangen erneut nach Palmyra vor, nachdem sie die Stadt im Dezember 2016 an den IS verloren hatten. Nach Angaben von SOHR-Aktivisten und syrischen Medien wurden die Zitadelle und westliche Ortsteile der Stadt besetzt.
Am 2. März meldeten russische Medien, Palmyra sei komplett zurückerobert worden. SOHR-Aktivisten meldeten, die IS-Kämpfer hätten sich aus der Stadt zurückgezogen.
Am 4. März stürzte ein MiG-23-Kampfflugzeug der syrischen Luftwaffe auf das Gebiet der Türkei, der 56-jährige Pilot konnte sich mit dem Schleudersitz retten. Er gab an, kurz zuvor über der Provinz Idlib abgeschossen worden zu sein.
Am 7. März verdoppelte das US-Militär die Zahl der in Syrien stationierten US-Soldaten. Bis dahin waren rund 500 amerikanische Militärangehörige in Syrien stationiert, die sich aus Spezialkräften und Ausbildern zusammensetzten. Die regulären Bodentruppen der Vereinigten Staaten überquerten am 7. März die türkisch-syrische Grenze und fuhren mit gepanzerten Fahrzeugen in mehrere Dörfer bei Manbidsch, wo sich mit den USA verbündete kurdische SDF-Kämpfer und Rebellen im Dienst der ebenfalls mit den USA verbündeten Türkei in den letzten Wochen sporadische Kämpfe geliefert hatten.
Am 11. März töteten Angreifer der sunnitischen, Al-Qaida-nahen Gruppierung Tahrir asch-Scham bei einem Doppelattentat in der Nähe von religiösen Stätten der Schiiten in Damaskus zwischen 40 und 75 Menschen.
Am 15. März kam es am Jahrestag der Proteste in Syrien zu zwei Selbstmordattentaten in Damaskus, bei denen nach SOHR-Angaben 39 Personen getötet und etwa 100 verletzt wurden.
Am 16. März wurde nach SOHR-Angaben 30 km westlich von Aleppo eine Moschee in al-Dschinnah von Luftangriffen getroffen. 42 Menschen seien getötet worden, etwa 100 verletzt. Es blieb zunächst unklar, wer für die Angriffe verantwortlich war, ob die Moschee direkt angegriffen wurde, oder ein Ziel in unmittelbarer Nähe getroffen wurde, war ebenfalls nicht klar. Die USA führten in der Provinz Idlib einen Luftangriff mit Reaper-Drohnen auf ein Treffen Angehöriger von Terrorgruppen durch, von dem sie durch Spione vor Ort erfahren haben wollen. Nach Presseinformationen wurden vier Hellfire-Raketen verschossen und eine lasergelenkte 500-Pfund Bombe abgeworfen. Ein Sprecher des US-Militärs gab am nächsten Tag bekannt: „Weder haben wir auf eine Moschee gezielt, noch eine Moschee getroffen. Wir zielten auf ein Al-Qaida-Treffen auf der gegenüberliegenden Strassenseite. Die Moschee scheint nicht durch den Angriff beschädigt worden zu sein.“
Am frühen Morgen des 17. März drangen israelische Kampfflugzeuge in den syrischen Luftraum ein und griffen mehrere Ziele im Raum Homs an. Die Syrer gaben an, eines der israelischen Flugzeuge mit Raketen abgeschossen zu haben. Die israelische Seite gestand den Angriff auf syrisches Gebiet ein und gab an, Waffenlieferungen, die für die Hisbollah bestimmt gewesen seien, wären das Ziel gewesen. Man selbst habe keine Verluste erlitten. Die syrischen Raketen seien von der israelischen Flugabwehr mit Arrow-Raketen abgefangen worden.
Nach einer Einigung im Bürgerkrieg zwischen der syrische Regierung und Oppositionsvertretern konnten am 18. März unter Beobachtung des Syrischen Arabischen Roten Kreuzes (SARC) und russischer Soldaten bis zu 500 Rebellen mit ihren Familien das seit 2013 belagerte westliche Stadtviertel al-Wa'ir in Homs in bereitgestellten Bussen verlassen. Weitere 12.000 Rebellen sollen in den nächsten Wochen hinzukommen.
Am 19. März starteten islamistische Rebellengruppen bei Damaskus in dem Ortsteil Dschaubar eine Offensive in Richtung des Abbasidenplatzes, offenbar um Kämpfer an anderen Stellen zu entlasten. Regierungstruppen berichteten, die Offensive sei von Selbstmordattentätern mit Sprengsätzen in Autos und in einem Schützenpanzer unterstützt worden, auch hätten die Angreifer ein zuvor angelegtes Tunnelsystem benutzt, um überraschend Kämpfer aufs Schlachtfeld zu bringen, das sich in einem verlassenen Industriegebiet befunden haben soll.
Am 20. März meldeten Regierungsmedien und Militär, die Offensive der Rebellen in Damaskus sei zum Stehen gebracht und verlorene Stellungen zurückerobert worden. Nach SOHR-Angaben wurde in den Vierteln Dschaubar und al-Qabun weiter gekämpft. Syrische Regierungstruppen gaben die Eroberung von Dair Hafir bekannt.
Am 21. März gaben Aktivisten bekannt, dass ein Luftangriff auf ein Schulgebäude in al-Mansura bei Raqqa im IS-Gebiet mehr als 30 Zivilisten getötet hätte. Diverse syrische Oppositionsgruppen, die in Genf zu Verhandlungen als Syrian National Coalition zusammengeschlossen sind, forderten daraufhin ein Ende der Luftangriffe der US-geführten Koalition auf Ziele in Wohngebieten Raqqas. Vertreter der USA sagten am nächsten Tag, man habe Angriffe in der Region zur fraglichen Zeit geflogen. Der US-Oberkommandierende in Syrien und im Irak, Stephen Townsend stellte fest, der Angriff auf die Schule habe nach ersten eigenen Berichten keine Zivilisten getroffen.
2020 gab das OPCW in seinem Abschlussbericht bekannt, dass für Angriffe am 24., 25. und 30. März 2017 mit Chlor- und Saringas auf das Dorf Al-Lataminah (35° 19′ N, 36° 37′ O) mit mindestens drei Toten und 70 Verletzten die syrische Regierung verantwortlich war.
Am 26. März gaben Aktivisten aus dem IS-Gebiet bekannt, dass die Islamisten ihre Bevölkerung in Raqqa zur Flucht aufgefordert hätten. Angeblich hätten US-Luftangriffe die Tabqa-Talsperre über den Euphrat beschädigt und das Wasser bedrohe nun Raqqa.
Am 27. März erreichten SDF-Kämpfer die Tabqa-Talsperre. Die Kämpfer waren zuvor von der US-Luftwaffe im Hinterland des IS abgesetzt worden und eröffneten den Angriff gegen den Ort ath-Thaura (Tabqa) unterstützt von Luftangriffen der USA.
Am 29. März erklärte der türkische Premierminister Binali Yıldırım die Türkische Militäroffensive in Nordsyrien sei beendet. Was mit den rund 2.000 km² im Zuge der Offensive besetzten syrischen Staatsgebietes oder den FSA Truppen dort geschieht, blieb unklar.
Am 31. März endete die fünfte Verhandlungsrunde in Genf nach acht Tagen weitgehend ergebnislos.

## April
Am 4. April meldeten SOHR-Aktivisten im Ort Chan Schaichun seien bei einem Luftangriff 35 Menschen getötet wurden. Zwei Tage später gingen Helfer von 72 Toten aus. Da viele Verletzte offenbar über Vergiftungserscheinungen klagten, wurde über einen möglichen Giftgasangriff spekuliert. Kurze Zeit später ereigneten sich weitere Angriffe und es wurde von bis zu 200 Verletzten ausgegangen.
Während das syrische Militär einen Gasangriff abstritt, spekulierten russische Stellen über ein zufällig getroffenes Giftgaslager der Rebellen. Im britischen Guardian bezweifelte ein Experte diese Version: Das offenbar in Chan Schaichun freigesetzte Sarin wäre bei einem Angriff vermutlich unwirksam geworden. Andere Beobachter spekulierten über einen Angriff auf den Ort mit Giftgas durch die sunnitische Terrorgruppe Nusra-Front (Fatah asch-Scham).
Am 6. April griffen amerikanische Spezialeinheiten einen IS-Unterschlupf bei al-Mayadin an und töteten Abdurakhmon Uzbeki, einen IS-Agenten, der am Terroranschlag in Istanbul am 1. Januar 2017 beteiligt gewesen sein soll.
Am 7. April schossen beim Luftangriff auf den Militärflugplatz asch-Schaʿirat US-Streitkräfte 59 Tomahawk-Marschflugkörper auf den Flugplatz der syrischen Luftwaffe in der Provinz Homs. Von diesem Flugfeld aus seien die Luftangriffe auf Chan Schaichun geflogen worden. Die Raketen wurden von den US-Kriegsschiffen Ross und Porter im östlichen Mittelmeer gestartet. Russland sei zuvor über den Angriff informiert worden. Offenbar wurden sieben Menschen bei dem Angriff getötet. Das russische Außenministerium gab daraufhin bekannt, die Zusammenarbeit mit den USA über die Vermeidung von Zwischenfällen bei Flügen während Militäreinsätzen über Syrien sei außer Kraft gesetzt.
Am 8. April flogen syrische Flugzeuge nach SOHR-Angaben wieder Kampfeinsätze vom Militärflugplatz asch-Schaʿirat auf Ziele bei Homs.
Am 9. April griffen IS-Kämpfer den Stützpunkt amerikanischer und britischer Spezialeinheiten bei at-Tanf im Süd-Osten Syriens an. Rund 30 IS-Kämpfer, darunter Selbstmordattentäter, sollen am Angriff beteiligt gewesen sein. Ein Entsatzangriff von pro-westlichen Rebellen der Gruppe Usud asch-Scharqiyya wurde ebenfalls Ziel der Attacke, vier Rebellen und acht IS-Kämpfer seien getötet worden. Bodentruppen mit Hilfe von Luftunterstützung hätten die IS-Kämpfer letztlich abgewehrt.
Am 11. April traf ein US-Luftangriff verbündete SDF-Kämpfer und tötete 18 von ihnen. Die angreifenden Flugzeuge hatten nach US-Militärangaben vom SDF falsche Zielkoordinaten erhalten.
Am 14. April begann nach Angaben des SOHR die zeitgleiche Evakuierung der verbliebenen Bewohner und Kämpfer der regierungsnahen, schiitischen Enklaven al-Fuʿa und Kafriya sowie die der Bewohner und Kämpfer der Rebellenenklave Madaya bei Damaskus.
Am 15. April sprengte sich gegen 15:30 Uhr Ortszeit nach SOHR-Angaben ein Selbstmordattentäter mit seinem Auto in Rashidin westlich von Aleppo in die Luft. Er traf einen Konvoi, der mit am Vortag aus al-Fuʿa und Kafriya evakuierten Schiiten an einem Kontrollpunkt im Rebellengebiet auf seine Weiterfahrt wartete. 126 Menschen, darunter Evakuierte und sie begleitende Kämpfer der Tahrir asch-Scham-Miliz, sollen dabei getötet worden sein.
Am 23. April griffen israelische Streitkräfte bei Quneitra nach Angaben des SOHR einen syrischen Außenposten auf den Golanhöhen an. Drei Kämpfer einer regierungsnahen Miliz sollen getötet worden sein. Auf welche Weise der Angriff ausgeführt wurde, blieb unklar.
In der Nacht vom 24. auf den 25. April bombardierten türkische Luftstreitkräfte bei al-Malikiya Stellungen der von den Vereinigten Staaten unterstützten kurdischen Volksverteidigungseinheiten (YPG). Dabei wurden nach Einschätzung des SOHR mindestens 18 YPG-Mitglieder getötet.
Am 26. April kam es bei Al-Darbasiyah zu Schusswechseln zwischen kurdischen Kämpfern und türkischen Soldaten.
Am 27. April griffen israelische Streitkräfte nach Angaben syrischer Staatsmedien Ziele bei Damaskus mit Lenkraketen an. Beobachter vermuteten ein Waffenlager der Hisbollah nahe dem Flughafen sei das Ziel des Angriffes gewesen.

## Mai
Am 2. Mai griffen IS-Kämpfer ein Flüchtlingslager und einen Kontrollpunkt des SDF in Radschm as-Salibi, östlich von asch-Schaddadi an. Die Flüchtlinge hatten in dem Lager auf Zugangserlaubnis für das SDF-Gebiet gewartet. Nach Angaben des SOHR wurden 38 Menschen, darunter 23 Zivilisten, getötet.
Am 6. Mai trat ein Plan über Schutzzonen in Syrien in Kraft, den Vertreter Russlands, des Irans und der Türkei zuvor in Astana vereinbart hatten. Demnach sollen die Kampfhandlungen, einschließlich Luftangriffe, in vier „Deeskalationszonen“ eingestellt werden. Die Zonen umfassen alle relevanten Gebiete, die zum Zeitpunkt der Vereinbarung weder vom Islamischen Staat, noch von der Syrischen Regierung oder den SDF kontrolliert wurden. Dazu zählen die Rebellengebiete des Gouvernements Idlib, ein Gebiet an der Grenze zu Jordanien, ein Vorort östlich von Damaskus und ein Gebiet bei Homs.
Am 9. Mai gab das amerikanische Verteidigungsministerium bekannt, dass Präsident Trump die Bewaffnung syrischer Kurden der YPG genehmigt habe. Vertreter der Türkei, die befürchten, die Waffen könnten der PKK in der Türkei zugespielt werden, wurden bereits am 8. Mai über den Schritt informiert.
Am 10. Mai eroberten SDF-Kämpfer die Tabqa-Talsperre 40 km westlich von Raqqa vom IS. Rund 70 verbliebene IS-Kämpfer hatten nach US-Militärangaben aufgegeben und sich auf Basis einer Vereinbarung aus Tabqa zurückgezogen.
Am 17. Mai griffen islamistische Kämpfer des IS die Dörfer ʿAqarib und al-Maʿbudscha bei Hama an. Aktivisten des SOHR gaben an, 27 regierungstreue Kämpfer seien getötet worden und mindestens 15 Zivilisten starben ebenfalls. IS-Kämpfer hätten im Anschluss zuvor gefangen genommene Personen hingerichtet.
Am 18. Mai griffen amerikanische Luftstreitkräfte syrische Regierungstruppen bei at-Tanf im Süden Syriens nahe der irakischen Grenze an. Diese waren zuvor mit einer Kolonne nach amerikanischer Darstellung in eine rund 40 Kilometer umfassende Sperrzone um den Rebellenstützpunkt vorgerückt, in dem die USA nach einem Zwischenfall mit russischen Luftangriffen am 20. Juni 2016 keine Flugzeuge und Bodentruppen der Regierung und ihrer Verbündeten dulden wollen. Ein syrischer regierungsnaher Beobachter gab an, der amerikanische Angriff habe acht Soldaten getötet und mehrere Fahrzeuge zerstört. Nach anderen Quellen wurden tatsächlich vier Panzer des Typs T-62 und ein Flugabwehrfahrzeug vom Typ ZSU-23-4 bei dem Angriff zerstört, die alle mit schiitischen Milizionären bemannt waren, von denen sechs getötet und 25 verwundet wurden. Beobachter werteten den Vormarsch als syrischen Versuch, den Nachschub über den Landweg aus dem Iran über den Irak zu sichern, und den amerikanische Angriff als Zeichen einer Strategie, die das zu verhindern versucht.
In der Nacht vom 25. Mai auf den 26. Mai 2017 wurden nach SOHR-Angaben mehr als 100 Menschen in al-Mayadin bei Luftangriffen der Anti-IS-Koalition getötet.
Am 30. Mai hatten sich SDF-Kämpfer bis auf drei Kilometer an die Nordgrenze der Stadt ar-Raqqa vorgekämpft. Sie kontrollierten zudem die östlichen und westlichen Zugänge zur Stadt. Auf dem einzig noch offenen Weg nach Süden hatten Luftangriffe der US-Koalition zuvor Brücken über den Euphrat zerstört.
Am 31. Mai gab das russische Verteidigungsministerium bekannt, dass die Fregatte Admiral Essen (Projekt 11356M) und das U-Boot Krasnodar (Projekt 636.3) von ihren Positionen im Mittelmeer mindestens vier Kalibr-Marschflugkörper auf Ziele des IS östlich von Palmyra gestartet hätten. Ziele seinen schwere Waffen und Gruppen von Kämpfern gewesen, die sich aus ar-Raqqa in Richtung Palmyra bewegt hätten. Erst Ende Juni wurde bekannt, dass Luftstreitkräfte der US-Koalition am 31. Mai einen Angriff auf al-Mayadin flogen, bei dem der IS-Chefkleriker Turki al-Binali aus Bahrain getötet worden sein soll.

## Juni
Am 5. Juni eröffneten Kämpfer des SDF, als Teil ihrer „Zorn des Euphrat“ Offensive, den Angriff auf das Stadtgebiet von ar-Raqqa mit gleichzeitigen Angriffen aus Norden, Westen und aus dem Osten der Stadt.
Am 6. Juni griffen US-Kampfflugzeuge erneut Truppen der syrischen Regierung an, die sich der Spezialeinheiten-Basis bei at-Tanf genähert haben sollen. Zwei Artilleriegeschütze und eine Luftabwehrwaffe seien nach US-Angaben zerstört worden.
Am 8. Juni schossen US-Luftstreitkräfte nach eigenen Angaben eine Drohne ab, die in der at-Tanaf Region unterwegs war. Das Flugobjekt sei bewaffnet gewesen, habe eigene Kräfte angegriffen und gehöre wahrscheinlich zu den Kräften, die für Präsident Assad kämpften.
Russische Stellen gaben an, ihre Kampfflugzeuge hätten bei der belagerten syrischen Enklave Deir ez-Zor am 6. und 8. Juni mehr als hundert IS-Kämpfer getötet, darunter zwei Anführer. Die Tötung eines dieser Anführer hatten russische Stellen nach Presserecherchen bereits bei Angriffen im Mai 2017 nahe ar-Raqqa beansprucht.
Am 11. Juni gaben SDF-Kämpfer die Eroberung eines Stadtteils von ar-Raqqa bekannt. 12 Kämpfer des IS seien dabei getötet worden. Jordanische Grenzwachen erschossen unterdessen fünf Personen, die mit drei Fahrzeugen, aus Syrien kommend, versucht hatten, die Grenze beim Dreiländereck Syrien-Irak-Jordanien zu überqueren. Syrische Truppen erreichten unterdessen nach SOHR-Angaben 70 Kilometer nördlich von at-Tanf die irakische Grenze und legten so den Grundstein für eine Nachschubroute vom Iran nach Syrien. Dem zeitgleichen Vormarsch amerikanisch unterstützter Kämpfer aus at-Tanaf nach Norden war man so zuvorgekommen.
Am 14. Juni meldeten SOHR-Aktivisten mehrere Luftangriffe auf Rebellengebiete im Gouvernement Darʿā.
Am 15. Juni wurde die Verlegung von zwei HIMARS-Raketen-Artilleriesystemen der US-Streitkräfte aus Jordanien auf den Stützpunkt bei at-Tanf im Süden Syriens bekannt. Militärkreise gaben der Presse gegenüber an, das System, mit bis zu 300 km Reichweite, könne den Kampf gegen den IS unterstützen und die eigenen Kräfte schützen helfen. Das russische Verteidigungsministerium gab bekannt, dass man nicht sicher sei, gegen wen die USA diese Waffen einsetzen wolle und gegen wen sie in Syrien eigentlich kämpfe. Man befürchte demnach Angriffe auf syrische Regierungstruppen mit HIMARS.
Am 18. Juni starteten iranische Revolutionsgarden mehrere Boden-Boden-Raketen aus dem Iran auf Ziele in Syrien. Man gab an, den Angriff auf Einrichtungen des IS in der Provinz Deir ez-Zor als Vergeltung für den Doppelanschlag in Teheran am 7. Juni 2017 ausgeführt zu haben. Weiter gaben syrische Streitkräfte den Verlust eines Jagdbombers vom Typ Su-22 bekannt, das von einem US-Kampfflugzeug vom Typ F/A-18E/F abgeschossen wurde. Nach US-Angaben habe das syrische Kampfflugzeug vor seinem Abschuss Bomben in der Nähe von SDF-Kämpfern bei ath-Thaura abgeworfen. Die syrischen Streitkräfte geben an, den IS bekämpft zu haben.
Am 20. Juni schoss ein US-amerikanisches F-15E Kampfflugzeug eine iranische Schahed 129-Drohne ab, die nach US-Angaben verbündete Kämpfer bei at-Tanaf bedroht hatte. Der Vorfall ähnelte dem am 8. Juni.
Am 23. Juni starteten russische Kriegsschiffe von ihren Positionen vor der syrischen Küste sechs Kalibr Marschflugkörper auf Ziele in Syrien. Das russische Verteidigungsministerium gab bekannt, man habe dabei Einrichtungen des IS im Gouvernement Hama angegriffen.
Am 24. Juni griffen israelische Kampfflugzeuge militärische Ziele in Syrien an, die zuvor an einer Schießerei an der Grenzlinie zu Israel beteiligt gewesen sein sollen, in deren Verlauf einige Geschosse auf von Israel besetztem Gebiet auf den Golanhöhen einschlugen. Die Israelis verbreiteten Bilder von zwei syrischen Panzern, die man aus der Luft angegriffen habe. Das syrische Militär gab an, die Israelis hätten mit dem Angriff islamistische Kämpfer unterstützen wollen. SOHR-Aktivisten meldeten in dem Zusammenhang einen Angriff von Rebellen aus Quneitra nahe der Grenze auf syrische Regierungstruppen bei Madinat al-Baath.
Am 26. Juni ließ die US-Regierung über ihren Sprecher Spicer mitteilen, dass die Regierung Assad möglicherweise einen weiteren Giftgasangriff plane. Sollte der Angriff ausgeführt werden, würden Assad und sein Militär einen „hohen Preis“ zahlen. UN-Botschafterin Haley verkündete in dem Zusammenhang über Twitter, dass man jeden Angriff (dieser Art) in Syrien der Regierung Assad und deren Verbündeten Russland und Iran zurechnen werde. Türkische Truppen versuchten erneut, einen Angriff türkeitreuer Rebellen in Afrin auf den Militärflugplatz Menagh zu unterstützen, indem sie eine mehrstündige Artillerievorbereitung von türkischem Gebiet mit einem Bodenangriff der Rebellen koordinierten. Die kurdischen YPG-Kämpfer konnten den Angriff nach eigenen Angaben abwehren.
Am 27. Juni wurde das Dorf Doblan, im noch vom IS gehaltenen Gebiet am Euphrat, bei einem Luftangriff nach Einschätzung von Aktivisten von Clusterbomben getroffen. 30 Menschen sollen nach einer ersten SOHR-Schätzung dabei getötet worden sein.
Am 29. Juni gab das United States Central Command bekannt, dass SDF-Verbände, die aus dem Raum Tabqa nach Osten marschiert waren, Positionen südlich von ar-Raqqa erreicht hätten und der Ring um die Stadt nun geschlossen sei.

## Juli
Am 2. Juli wurde Damaskus Ziel von drei Angreifern, die versuchten mit Autobomben in die Stadt zu gelangen. Nach staatlichen Medien wurden zwei Angreifer ohne Verluste aufgehalten, der dritte sprengte sein Fahrzeug nahe dem Stadtteil Bab Touma, nachdem er von Sicherheitskräften umzingelt wurde. 18 Menschen sollen getötet worden sein.
Am 5. Juli griffen russische Langstreckenbomber vom Typ Tupolew Tu-95MS mit Marschflugkörpern Ch-101 Ziele des IS an der Grenze der syrischen Provinzen Hama und Homs an. Die russische Seite gab bekannt, man habe drei große Waffenlager sowie einen Kommandoposten des IS nahe der syrischen Stadt Aqarbat zerstört.
Die syrische Armee und die Volkswehrmiliz brachten nach eigenen Angaben den Ort Dschabab Hamad sowie das Gasfeld al-Hail im Osten der Provinz Homs wieder unter ihre Kontrolle.
Am Rande des G20-Gipfels in Hamburg vereinbarten die Präsidenten Russlands und der USA, Wladimir Putin und Donald Trump, eine Waffenruhe für die Gouvernements Darʿā und al-Quneitra im Südwesten des Landes. Der Beginn wurde auf die Mittagsstunde des 9. Juli festgelegt.
Am 15. Juli meldeten syrische Staatsmedien die Eroberung der Ölquellen Wahab, al Fahd, Dbaysan, al-Qseer, Abu al Qatat und Abu Qatash im Westen des Gouvernements ar-Raqqa.
Am 17. Juli meldeten syrische Regierungstruppen die Eroberung der Daylaa-Ölquelle und des Zamla-Erdgasfeldes. Nach SOHR-Angaben hatten sich die Verbände aus Regierungstruppen und sie unterstützender schiitischer Milizen bis auf 55 km an Deir ez-Zor herangekämpft. Zu Gefechten zwischen YPG-Kämpfern und von der Türkei unterstützten Kämpfern kam es beim Dorf Ain Daqna, südlich von Aʿzāz.
Am 19. Juli wurde bekannt, dass Präsident Trump die Bewaffnung und Ausbildung von moderaten Rebellen durch den US-Geheimdienst CIA in Syrien beenden lässt. Die Verbände, die gegen den IS kämpfen, seien davon ausgenommen. Ebenfalls am 19. Juli kam es im Gouvernement Idlib zu Kämpfen zwischen Rebellengruppen des Haiʾat Tahrir asch-Scham (HTS) und den Ahrar al-Sham um die Kontrolle in der Provinz.
Am 21. Juli eröffneten schiitische Milizen aus dem Libanon, von Arsal ausgehend, und aus Syrien, von Flita ausgehend, den Angriff auf Gebiete an der syrisch-libanesischen Grenze, die noch von Kämpfern der sunnitischen Terrorgruppe al-Nusra-Front gehalten werden. Im Gouvernement Idlib einigten sich Kämpfer der sunnitischen Gruppierungen HTS und Ahrar al-Scham nach Kämpfen gegeneinander darauf, den Grenzübergang Bab al-Hawa unter zivile Kontrolle zu stellen.
Am 27. Juli überfielen IS-Kämpfer auf Motorrädern ein Dorf bei ar-Raqqa und töteten oder verschleppten nach SOHR-Angaben dutzende SDF-Kämpfer und Zivilisten.

## August
SOHR-Aktivisten gaben am 6. August bekannt, dass syrische Regierungstruppen as-Suchna vom IS zurückerobert hätten, das seit Mai 2015 vom ISIS gehalten worden war.
Am 12. August griff ein Selbstmordattentäter einen Stützpunkt der Dschaisch al-Islam an der Grenze zu Jordanien an und tötete nach SOHR-Angaben 23 Personen.
Am 20. August feuerten Rebellen eine Rakete auf eine Messe in Damaskus. Dabei starben 5 Menschen.
Vom 14. bis 22. August wurden bei Kämpfen um Ar-Raqqa nach SOHR-Schätzung 167 Zivilisten durch Luftangriffe der Koalition getötet.
Die syrische Regierung und ihre Verbündeten der Hisbollah stimmten überraschend Feuerpausen und Absprachen über den freien Abzug von IS-Kämpfern in der Region nahe an-Nabk an der libanesischen Grenze zu. Sie erreichten im Gegenzug den Abzug der verbliebenen rund 300 Kämpfer der IS-Garnison und die Herausgabe der Leichen libanesischer Soldaten, die der IS zuvor verschleppt und ermordet hatte. Auf der Wegstrecke von der libanesischen Grenze in die IS Gebiete in der Region um Deir ez-Zor, griffen am 30. August Koalitionskampfflugzeuge Straßen und Brücken an, auf denen die IS-Kämpfer sich hatten absetzen wollen. Ziel der Koalition sei es, ein erneutes Einsickern der IS-Kämpfer in den Irak zu verhindern. Von den 17 Bussen mit IS-Kämpfern und deren Familien strandeten einige Fahrzeuge noch vor Deir ez-Zor in Gebiet unter Kontrolle der syrischen Regierung, weil die Luftangriffe die Straßen unbefahrbar gemacht hatten.

## September
Am 1. September gaben SDF-Kämpfer bekannt, die Altstadt Ar-Raqqas vom IS erobert zu haben. Damit seien 65 % der Stadt unter Kontrolle des Bündnisses.
Am 5. September durchbrachen syrische Truppen nach eigenen Angaben den seit 2014 bestehenden Belagerungsring des IS um die syrischen Garnisonstruppen in Deir ez-Zor.
Am 7. September griffen israelische Kampfflugzeuge nach syrischen Angaben eine Anlage im Westen Syriens bei Masyaf an. Zwei Menschen seien getötet worden. Eine offizielle Stellungnahme aus Israel gab es dazu nicht. SOHR-Aktivisten bezeichneten die Anlage als wissenschaftliches Forschungslabor, die USA klassifizierten sie als „Forschungsanstalt für nicht konventionelle Waffen“, die auch für die Produktion chemischer Waffen verantwortlich gewesen sein soll.
Am 8. September gaben russische Stellen bekannt, den tadschikischen IS-Kommandeur Gulmurod Chalimow bei einem Luftangriff verwundet und 40 Kämpfer getötet zu haben. Nach russischer Darstellung war ein Kommandobunker des IS in Deir ez-Zor getroffen worden.
Am 13. September erreichte der Bus-Konvoi, der etwa 300 IS-Kämpfer und ihre Familien von der libanesischen Grenze auf Basis einer Vereinbarung mit dem syrischen Militär nach Osten transportierte, nach 17 Tagen al-Mayadin im IS-Gebiet. Die Aufhebung der Blockade des Konvois durch die US-Luftwaffe in einem Gebiet, das eigentlich unter Kontrolle der syrischen Regierung steht, wurde schließlich durch die Russische Föderation erzwungen, die die Amerikaner zum Rückzug der Flugzeuge aufforderte und den Konvoi dann unbehelligt passieren ließ. Ein Teil der Kämpfer überquerte nach Angaben von Aktivisten die Grenze zum Irak. Die amerikanische Luftwaffe hatte den Konvoi zuvor ohne Pause überwacht und tötete dabei nach eigenen Angaben insgesamt etwa 20 Kämpfer, die den Schutz der Frauen und Kinder verlassen hatten, etwa um auszutreten. Rund 40 Fahrzeuge, die der IS dem Konvoi zur Hilfe entgegen geschickt hatte, wurden von der US-Luftwaffe nach eigenen Angaben ebenfalls abgeschossen. Die Gesamtverluste des IS bei der Aktion werden von den USA auf 85 Kämpfer geschätzt.
Am 14. September verkündeten russische Stellen, die Projekt 877 U-Boote Weliki Nowgorod und Kolpino hätten von Positionen im Mittelmeer aus Ziele des IS bei Deir ez-Zor mit Marschflugkörpern angegriffen. Ziele der sieben Geschosse seien Waffenlager, Kommando- und Kommunikationseinrichtungen gewesen. Eine Gruppe von Journalisten aus verschiedenen Ländern war Zeuge des Starts der Kalibr Flugkörper durch die U-Boote, für dessen Beobachtung sie zuvor vom russischen Militär zur Projekt 11356M Fregatte Admiral Essen transportiert worden waren.
Am 15. September wurde bekannt, dass sich Vertreter Russlands, des Irans und der Türkei bei Gesprächen in Astana auf die Einrichtung einer zunächst für 6 Monate eingerichteten sogenannten „Deeskalationszone“ im syrischen Gouvernement Idlib geeinigt hätten. Dabei sollen Militärs einen Waffenstillstand und die Zugänge zu dem Gebiet überwachen.
Am 21. September hielten die Reste des IS nur noch ein kleines zusammenhängendes Gebiet am Euphrat zwischen Deir ez-Zor und der Grenze zum Irak bei Abu Kamal. Das russische Verteidigungsministerium gab eine Warnung an die USA und ihre Verbündeten aus, dass man von deren Truppen besetztes Gebiet angreifen werde, sollten die Russen oder ihre Verbündeten beschossen werden. Hintergrund war, dass diverse Milizen, russische und syrische Truppen auf der einen Seite und US-Truppen und mit ihnen verbündete Milizen auf der anderen Seite sich beim Zurückdrängen des IS immer näher kamen und SDF-Milizen in den letzten Tagen zwei Artillerieangriffe auf Verbündete der Russen bei Deir ez-Zor durchgeführt hatten.
Am 22. September meldeten syrische Stellen einen israelischen Luftangriff auf ein Ziel nahe dem Flughafen Damaskus. Israelische Kampfflugzeuge hätten am frühen Morgen von außerhalb des syrischen Luftraumes mindestens zwei Raketen gestartet und einen Konvoi oder ein Waffenlager getroffen.
Der russische Generalleutnant Waleri Assapow wurde am 23. September in Deir ez-Zor nach russischen Angaben bei einem Granatwerferangriff des IS auf einen Kommandoposten getötet. Am 24. September gaben iranische Staatsmedien einen Drohnenangriff der Iranischen Revolutionsgarde auf Ziele des IS im Osten Syriens bekannt. Dabei seien Fahrzeuge, Ausrüstung und Munitionsvorräte zerstört worden.
Am 28. September sollen IS-Kämpfer nach Angaben der Zeitung The Independent nach einer Veröffentlichung einer Rede von IS-Führer al-Baghdadi im Internet syrische Truppen im Dorf asch-Schula angegriffen haben. Ebenso soll es zu schweren Angriffen auf SDF-Truppen in ar-Raqqa durch die Reste der eingeschlossenen IS-Garnison gekommen sein. Wenig später meldeten schiitische Milizen, das Dorf asch-Schula wieder zurückerobert zu haben. Laut der Nachrichtenagentur Associated Press sollen SOHR-Beobachter nach den Kämpfen von 120 Verlusten allein in den Reihen der regierungstreuen Truppen ausgehen. Russische und syrische Kampfflugzeuge sollen derweil ihre Luftangriffe auf Ziele bei Aleppo, Hama und Idlib intensiviert haben. Allein am 29. September sollen nach Einschätzung von Aktivisten 42 Dörfer getroffen worden sein. Insgesamt sollen in der Woche 150 Menschen bei Luftangriffen getötet worden sein. Zwei Russen, die nach Einschätzung von Beobachtern als Söldner in Syrien gedient haben, wurden vom IS in asch-Schula gefangen genommen und auf einem Video im Internet vorgeführt. Aktivisten des Conflict Intelligence Teams identifizierten die Männer über ihre Profile in sozialen Medien und ordneten einen von ihnen der russischen Söldnergruppe Gruppe Wagner zu. Auch der zweite Mann wurde von seinem Bruder als Angehöriger der Gruppe Wagner identifiziert. Putins Pressesprecher Peskow äußerte sich ausweichend und wollte die Identität der Männer nicht bestätigten. Das russische Verteidigungsministerium stellte auf Anfrage fest, dass es sich nicht um Angehörige der Streitkräfte handeln würde.
Die britische Boulevardzeitung Daily Mail behauptete später, dass nach Angaben russischer Politiker beide Männer wenig später vom IS ermordet worden seien.

## Oktober
Am 2. Oktober wurden bei Luftangriffen der Koalitionstruppen auf die letzten vom IS gehaltenen Stadtteile im Norden ar-Raqqas nach SOHR-Angaben 17 Zivilisten getötet. Kämpfer des IS hielten zu diesem Zeitpunkt weniger als 10 % der Stadt.
Am 7. und 8. Oktober flogen russische Kampfflugzeuge zahlreiche Angriffe. 180 feindliche Kämpfer seien nach russischen Angaben dabei getötet worden. Bei Luftangriffen auf Chan Schaichun in der Provinz Idlib wurden nach SOHR-Angaben 13 Zivilisten getötet. Auf der türkischen Seite der Grenze zur Idlib Provinz wurden weiter Truppen zusammengezogen und der türkische Präsident kündigte deren Einsatz an, um gegen örtliche HTS-Kämpfer die Deeskalationszone durchzusetzen, die die Türkei mit den Partnerstaaten der Syrien-Konferenz in Astana vereinbart hatte.
Am 8. Oktober drangen türkische Spähtrupps mit mehreren Fahrzeugen, begleitet von pro-türkischen Milizen, in die Idlib-Provinz auf syrisches Staatsgebiet vor. Es kam beim Dorf Kafr Lusain zu einem Artillerieduell mit HTS-Kämpfern, die das Beseitigen von Grenzbefestigungen durch türkische Truppen durch Beschuss zu verhindern versucht hatten.
Am 14. Oktober eroberte die bei der Offensive durch die russische Luftwaffe unterstützte syrische Armee die Stadt al-Mayadin im Gouvernement Deir ez-Zor von der Terrormiliz IS zurück. Die US-Koalition in ar-Raqqa schloss eine Vereinbarung mit den Resten des IS in der Stadt, nach der einheimische Kämpfer die Stadt verlassen und in andere IS-Gebiete gebracht würden. Ausländische IS-Kämpfer seien ausgeschlossen.
Am 16. Oktober griffen israelische Kampfflugzeuge nach israelischen Militärangaben Flugabwehrstellungen in Syrien nahe der libanesischen Grenze an, nachdem diese israelische Aufklärungsflugzeuge über dem Libanon anvisiert und eine S-200 Rakete gestartet hätten. Die syrische Stellung sei daraufhin angegriffen und viermal getroffen worden.
Am 17. Oktober gaben SDF-Kämpfer und Verbündete die Eroberung von ar-Raqqa bekannt. In der Schlacht um ar-Raqqa gegen die Terrororganisation Islamischer Staat wurden nach Schätzungen 1000 Zivilisten getötet und ein bedeutender Teil der Infrastruktur zerstört.
Am 22. Oktober wurde bekannt, dass die syrische Armee und die Tiger Forces das Dorf Mahkan und die Stadt al-Quriya südlich von al-Mayadin erobert hatten. Außerdem sei die Stadt Chischam östlich von Deir ez-Zor ebenfalls von der Terrormiliz IS zurückerobert worden.
Am 31. Oktober gab das Russische Außenministerium bekannt, man wolle 33 Gruppen und Parteien des Bürgerkrieges in Syrien zu einer Verfassungskongress für Syrien in Sotschi am 18. November unter dem Titel "Syrischer Kongress des nationalen Dialogs" einladen. Der Iran, die Türkei und die syrische Regierung sagten zu, die Initiative unterstützen zu wollen. Die Oppositionsgruppen, die unter dem "Hohen Verhandlungs-Komitee" (HNC) zusammengeschlossen sind, lehnten eine Teilnahme ab, die Syrische Nationalkoalition bevorzugte einen von den Vereinten Nationen gesteuerten Übergangsprozess. Die kurdischen Volksverteidigungseinheiten (YPG) sagten ihre Teilnahme zu, türkische Politiker lehnen deren Teilnahme jedoch ab.

## November
Am 2. November gab die Syrische Regierung die vollständige Einnahme von Deir ez-Zor bekannt. Mit Unterstützung schiitischer Milizen und der russischen Luftwaffe hatten die Regierungstruppen die verbliebenen IS-Kämpfer vertrieben.
Am 8. November wurde nach eigenen Angaben die Grenzstadt Abu Kamal von syrischen Truppen und verbündeten Milizen von der Terrorgruppe Islamischer Staat zurückerobert.
Am 14. November griffen nach syrischen Staatsmedien islamistische Kämpfer, aus Ost-Ghuta kommend, die syrische Armeebasis in Harasta an. Der syrische Generalmajor  Walid Khawashqi soll dabei getötet worden sein.
Am 20. November kam es zu Schießereien zwischen türkischen und kurdischen Kämpfern in dem Gebiet um Idlib/Afrin. Türkische Medien verbreiteten die Version, in der kurdische Kämpfer der YPG auf türkische Stellungen auf syrischem Boden mit vier Artilleriegranaten gefeuert hätten. Türkische Truppen hätten dann ihrerseits die Gegenseite beschossen.
Vom 20. bis 24. November flog die syrische Luftwaffe zahlreiche Angriffe auf die eingeschlossene Rebellenenklave in Ost-Ghuta. Rettungskräfte zählten dabei 181 einzelne Angriffe.
Am 23. November berichtete das russische Verteidigungsministerium von einem erneuten großangelegten Luftangriff gegen die Terrormiliz IS im Gouvernement Deir ez-Zor. Tupolew Tu-22M3-Bomber griffen den Berichten zufolge Ziele der Dschihadisten nahe der Stadt Abu Kamal an. Dabei seien Kämpfer der Terroristen getötet und Ausrüstung zerstört worden. Außerdem hätten sich Su-24-Jagdbomber vom russischen Militärflugplatz Hmeimim mit präzisen Einzelangriffen beteiligt. Das Kontrollsystem habe die Zerstörung aller vorgegebenen Ziele bestätigt. Su-30SM und Su-35S Kampfjets, ebenfalls am Militärflugplatz Hmeimim stationiert, leisteten den Bombern bei ihren Angriffen Begleitschutz.

## Dezember

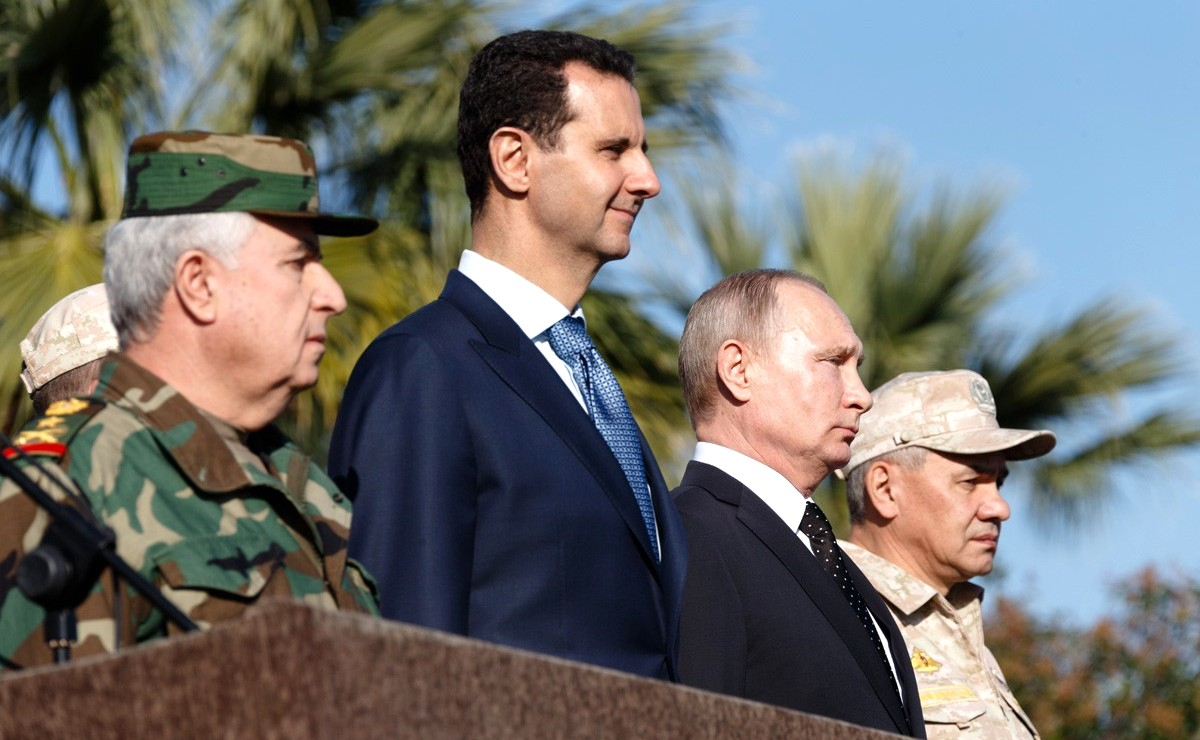
Die Präsidenten Putin und Assad mit den Generälen Schoigu und Ayyoub am 11. Dezember 2017 auf dem Militärflugplatz Hmeimim.

Am 2. Dezember griffen israelische Streitkräfte nach Einschätzung von SOHR-Aktivisten mit mehreren Raketen ein Depot der syrischen Armee bei al-Kiswa südlich von Damaskus an.
Am 7. Dezember gab das russische Verteidigungsministerium bekannt, dass man den IS auf syrischem Gebiet besiegt habe und Syrien nun von diesem befreit sei.
Am 11. Dezember gab Russlands Präsident Wladimir Putin in einer Rede auf dem Militärflugplatz Hmeimim den Abzug von russischen Truppen aus Syrien bekannt. Man habe den IS besiegt und er habe den Abzug eines „bedeutenden Teils“ der russischen Truppen aus Syrien angeordnet.
Am 13. Dezember wurden bei Luftangriffen auf eine von der Terrormiliz IS kontrollierte Ortschaft östlich des Euphrat nach Angaben von Aktivisten 23 Zivilisten getötet. Die Luftangriffe wurden von der US-geführten Koalition geflogen, die in dieser Region im Gouvernement Deir ez-Zor eine Offensive der SDF unterstützt.
Am 15. Dezember setzte die syrische Armee mit ihrer 3. Division die Offensive aus dem Gouvernement Hama nach Norden fort und eroberte die Höhe von Tal Syria Tel von Kämpfern der islamistischen Gruppe Haiʾat Tahrir asch-Scham und solchen der Gruppe Jaysh al-Izza zurück.
Am 27. Dezember berichteten regierungsnahe Stellen in Syrien, dass 122-mm-Raketen (der BM-21 Serie) von Extremisten in Richtung der russischen Basis auf dem Militärflugplatz Hmeimim und auf die Stadt Dschabla aus einer Region bei Bidama und Dschisr asch-Schughur gestartet wurden. Die auf dem Stützpunkt stationierte russische Flugabwehr konnte die Raketen abfangen. Daraufhin wurden mehrere Vergeltungsschläge russischer Kampfjets in dem Gebiet, von dem aus die Raketen gestartet wurden, registriert. Ebenfalls am 27. Dezember wurde von der Evakuierung der ersten von insgesamt 29 medizinischen Notfällen aus dem belagerten Ost-Ghouta nach Damaskus berichtet. Die Vereinbarung war als Teil einer Abmachung über den Austausch von Gefangenen unter IKRK Vermittlung getroffen worden.
Am 28. Dezember wurde bekannt, dass kurdische Volksverteidigungseinheiten acht französische IS-Kämpfer um den Konvertiten und IS-Kommandeur Thomas Barnouin (alias Abdelhakim) an der irakischen Grenze festgenommen hätten. Die französische Regierung stellte fest, dass die festgenommenen Franzosen zunächst der lokalen Justiz in Syrien unterworfen seien.
Am 30. Dezember gaben die verbliebenen Extremisten des Dschihadistenbündnisses Haiʾat Tahrir asch-Scham und andere irreguläre Truppen im Dorf Beit Jinn nahe den Golanhöhen nach tagelangen Gefechten gegen regimetreue Milizen und Regierungstruppen auf und verließen mit ihren Familien nach einer Vereinbarung mit der syrischen Regierung in mehreren Bussen die Region. Nach syrischen Staatsmedien sollen 153 Personen, davon 106 Kämpfer evakuiert worden sein. Sie wurden in von Aufständischen besetzte Teile des Gouvernements Darʿā und des Gouvernements Idlib gebracht.
Am 31. Dezember wurde nach russischen Meldungen vom 4. Januar 2018, wie schon am 27. Dezember, der Militärflugplatz Hmeimim beschossen. Zwei russische Militärangehörige seien getötet und 10 weitere nach Zeitungsmeldungen verletzt worden. Die angebliche Zerstörung von 7 russischen Kampfflugzeugen wurde vom russischen Verteidigungsministerium dementiert. Weiter sei ein russischer Kampfhubschrauber vom Typ Mi-24 nach Angaben des Verteidigungsministeriums in Folge eines Defekts auf dem Weg zum Luftwaffenstützpunkt Hama abgestürzt, wobei beide Piloten getötet worden seien.